# James Marsden
James Paul Marsden (Stillwater, Oklahoma, 18 de setembre del 1973) és un actor i cantant estatunidenc. Després de fer de model de Versace, Marsden va començar a treballar en intervencions puntuals a moltes sèries de televisió, fins que va intervenir a les pel·lícules de la sèrie X-Men i el 2006 va protagonitzar Superman Returns.
Havent triumfat al cinema basat en còmics, va seguir la seva carrera cinematogràfica amb, entre altres pel·lícules, Hairspray, on cantava dues cançons, i que fou un èxit de públic i de crítica, i després diverses pel·lícules per a tots els públics, com Enchanted, Com gats i gossos: la venjança de la Kitty Galore i Hop.
Posteriorment, Marsden ha protagonitzat diversos títols de cinema independent, com ara Small Apartments, Bachelorette i Un amic per a en Frank, i ha tornat a televisió a les sèries Modern Family i 30 Rock. El 2013 va interpretar el president John F. Kennedy a la pel·lícula El majordom.

## Filmografia

### Cinema
| Any  | Pel·lícula                                  | Paper                | Notes               |
| ---- | ------------------------------------------- | -------------------- | ------------------- |
| 1993 | Ambush in Waco: In the Line of Duty         | Steven Willis        | Telefilm            |
| 1993 | Princess and Two Peas                       | Pea Number One       | Telefilm            |
| 1994 | No Dessert, Dad, till You Mow the Lawn      | Tyler Cochran        |                     |
| 1996 | L'enemiga pública número 1 (Public Enemies) | Doc Barker           |                     |
| 1996 | Gone in a Heartbeat                         | Michael Galler       | Telefilm            |
| 1997 | On the Edge of Innocence                    | Jake Walker          | Telefilm            |
| 1997 | Campfire Tales                              | Eddie                | Segment: "The Hook" |
| 1997 | Bella Mafia                                 | Luka                 | Telefilm            |
| 1998 | Disturbing Behavior                         | Steve Clark          |                     |
| 2000 | Gossip                                      | Derrick Webb         |                     |
| 2000 | X-Men                                       | Scott Summers/Cíclop |                     |
| 2001 | Sugar & Spice                               | Jack Bartlett        |                     |
| 2001 | Zoolander                                   | John Wilkes Booth    |                     |
| 2002 | Interestatal 60 (Interstate 60)             | Neal Oliver          |                     |
| 2003 | X-Men 2                                     | Scott Summers/Cíclop |                     |
| 2004 | The 24th Day                                | Dan                  |                     |
| 2004 | El quadern de Noah                          | Lon Hammond, Jr.     |                     |
| 2004 | Heights                                     | Jonathan Kestler     |                     |
| 2006 | The Alibi                                   | Wendell Hatch        |                     |
| 2006 | 10th & Wolf                                 | Tommy                |                     |
| 2006 | X-Men: La decisió final                     | Scott Summers/Cíclop |                     |
| 2006 | Superman Returns                            | Richard White        |                     |
| 2007 | Hairspray                                   | Corny Collins        |                     |
| 2007 | Enchanted                                   | Príncep Edward       |                     |
| 2008 | 27 Dresses                                  | Malcolm Kevin Doyle  |                     |
| 2008 | Sex Drive                                   | Rex Lafferty         |                     |
| 2009 | The Box                                     | Arthur Lewis         |                     |
| 2010 | Death at a Funeral                          | Oscar                |                     |
| 2010 | Cats & Dogs: The Revenge of Kitty Galore    | Diggs                | Veu                 |
| 2011 | Hop                                         | Fred O'Hare          |                     |
| 2011 | Straw Dogs                                  | David Sumner         |                     |
| 2012 | Un amic per a en Frank                      | Hunter Weld          |                     |
| 2012 | Small Apartments                            | Bernard Franklin     |                     |
| 2012 | Bachelorette                                | Trevor Graham        |                     |
| 2013 | As Cool as I Am                             | Chuck Diamond        |                     |
| 2013 | 2 Guns                                      | Harold Quince        |                     |
| 2013 | El majordom                                 | John F. Kennedy      |                     |
| 2013 | Anchorman 2: The Legend Continues           | Jack Lime            |                     |
| 2014 | Walk of Shame                               | Gordon               |                     |
| 2014 | X-Men: Days of Future Past                  | Scott Summers/Cíclop | Cameo               |
| 2014 | The Best of Me                              | Dawson Cole          |                     |
| 2014 | Welcome to Me                               | Rich                 |                     |
| 2014 | The Loft                                    | Chris Vanowen        |                     |
| 2014 | The Tale of the Princess Kaguya             | Príncep Ishitsukuri  | Doblatge anglès     |
| 2015 | The D Train                                 | Oliver Lawless       |                     |
| 2015 | Accidental Love                             | Scott                |                     |
| 2015 | Unfinished Business                         |                      |                     |
| 2015 | Grizzly                                     | Rowan                |                     |